# Proofs from THE BOOK
Proofs from THE BOOK (en català: Demostracions del LLIBRE) és un llibre de demostracions matemàtiques escrit per Martin Aigner i Günter M. Ziegler. El llibre està dedicat al seu mestre, el matemàtic Paul Erdős, que sovint mencionava aquest llibre com "el Llibre en què Déu anota les demostracions més elegants de cada teorema matemàtic". En una classe magistral que va fer l'any 1985, Erdős va dir "No cal que creguis en Déu, però has de creure en el Llibre".

## Contingut
Proofs from THE BOOK conté 32 seccions (45 en la seva sisena edició), cadascuna de les quals dedicada a un teorema, però sovint contenen múltiples demostracions i resultats relacionats. Tracta d'una varietat àmplia de branques matemàtiques: teoria de nombres, geometria, anàlisi, combinatòria i teoria de grafs. Erdős mateix va fer diverses suggerències pel llibre, però va morir abans de la seva publicació. El llibre està il·lustrat per Karl Heinrich Hofmann. Ha estat editat fins a 6 vegades en anglès i ha estat traduït al persa, al francès, a l'alemany, a l'hongarès, a l'italià, al japonès, al xinès, al polonès, al portuguès, al coreà, al turc, al rus i al castellà.
Al novembre de 2017, la Societat Americana de Matemàtiques va anunciar que s'atorgaria el Premi Leroy P. Steele a Aigner i Ziegler per aquest llibre.
Les demostracions que s'hi inclouen són les següents:
- Sis demostracions de la infinitud dels nombres primers, inclosa la d'Euclides i la de Furstenberg
- Demostració del postulat de Bertrand
- Teorema de la suma de dos quadrats de Fermat
- Dues demostracions de la llei de reciprocitat quadràtica (de la qual s'han publicat unes 240 demostracions diferents).
- Demostració del petit teorema de Wedderburn, segons el qual tota divisió finita d'un anell és un cos.
- Quatre demostracions del problema de Basilea
- Demostració que e és irracional (també es demostra la irracionalitat de certs nombres relacionats)
- Teorema de Sylvester-Gallai i teorema de De Bruijn–Erdős
- Teorema de Cauchy
- Conjectura de Borsuk
- Teorema de Schröder-Bernstein
- Problema de Wetzel de les famílies de funcions analítiques amb pocs valors diferents
- Teorema fonamental de l'àlgebra
- Teorema de Monsky (4a edició)
- Conjectura de Van der Waerden
- Lema de Littlewood–Offord
- Agulla de Buffon
- Teorema de Sperner, teorema d'Erdős–Ko–Rado i Teorema de Hall
- Lema de Lindström–Gessel–Viennot i la fórmula de Cauchy–Binet
- Quatre demostracions de la fórmula de Cayley
- Conjunts de Kakeya en espais vectorials sobre cossos finits
- Desigualtat de Bregman–Minc
- Conjectura de Dinitz
- Demostració de Steve Fisk del problema del guarda del museu
- Cinc demostracions del teorema de Turán
- Capacitat de Shannon i el nombre de Lovász
- Nombre cromàtic dels grafs de Kneser
- Teorema de l'amistat
- Algunes demostracions utilitzant el mètode probabilístic